# 彩坂美月
彩坂 美月（あやさか みつき、1977年12月31日 -）は、日本の小説家・推理作家。

## 経歴
山形県天童市出身。早稲田大学第二文学部卒業。在学中はワセダミステリクラブに在籍。2006年、『偽りの夏童話』（卯月未夢名義）で第5回『このミステリーがすごい!』大賞最終候補。2008年、『ひぐらしふる』（結城未里名義）で第18回鮎川哲也賞最終候補。2009年、『未成年儀式』で第7回富士見ヤングミステリー大賞に準入選しデビュー。2012年、『夏の王国で目覚めない』で第12回本格ミステリ大賞候補（有効投票数56票中、2票投票）。山形県在住。

## エピソード
- 好きなミステリ作家はアガサ・クリスティ、有栖川有栖、恩田陸[8]。
- 小学生時代はルパン、ホームズ、少年探偵ブラウン、少年探偵団、子供向けにリライトしたエラリー・クイーン、クリスティ、金の星社の『世界のこわい話ふしぎな話傑作集』、岡田淳、大海赫などが好きだった[8]。子供向けのミステリを沢山読んでいた[9]。
- 10代からはスティーヴン・キング、ディーン・クーンツ、レイ・ブラッドベリなどを愛読。特にキングは特別な作家だった。並行して新本格ミステリも読んでいた。中でも有栖川有栖の江神シリーズを気に入り『双頭の悪魔』が一番好きという[8]。
- 『奇巌城』を先に読んだためホームズよりルパンが好きである[9]。
- 読者としては面白ければジャンルを問わないが、本格ミステリでフーダニット、クローズド・サークルなどと聞くとそれだけで高揚するという[8]。
- 「一番会いたい人は？」という質問にスティーヴン・キング、「一番好きな作家は？」という質問には恩田陸と答えている[7]。
- 自身はミステリだけを専門に執筆するつもりはなくホラーも書きたいが、市場的にミステリーを書いてほしい風潮だという[10]。
- 『未成年儀式』は新人賞に応募するためではなく趣味として書いた。富士見ヤングミステリー大賞に応募したのは原稿の処分が勿体無く、選考委員(有栖川有栖・井上雅彦・竹河聖)の作品が好きだったことによる[11]。
- 『未成年儀式』という題名は医療用語の「就眠儀式」をヒントにしている[12]。
- 『未成年儀式』後書きで出版に関わったすべての人達にお礼を申し上げたいとしている。特に有栖川有栖、井上雅彦、竹河聖、髙木幸治、加藤美沙といった人達の名前を挙げて感謝を述べている[13]。
- 第1回富士見ヤングミステリー大賞(2000年)に応募した『歪んだ王国』(結城美里名義)では一次予選を通過している[14]。
- 「彩坂ミステリとは何か」という質問に「ノスタルジック」「ハッピーエンド」と答えている[15]。
- 一番好きな季節は夏[16]。
- 日本茶アドバイザーの資格を持っている[9]。
- 彩坂が大学生だった頃のワセミスの合宿では男性サークルメンバーの女装が恒例行事だったという[8]。
- サイン用のハンコを持っている[17]。
- 自宅では手につかないことが多いらしく、タルトタタンのおいしい喫茶店でゲラのチェックをしている[18]。

## 作品リスト

### 単行本
- 未成年儀式（2009年8月 富士見書房 Style-F）
  - 【全面改稿】少女は夏に閉ざされる（2013年10月 幻冬舎文庫） - 解説：有栖川有栖
- ひぐらしふる（2011年6月 幻冬舎）
  - 【改題】ひぐらしふる 有馬千夏の不可思議なある夏の日（2016年4月 幻冬舎文庫） - 解説：池上冬樹
- 夏の王国で目覚めない（2011年8月 ハヤカワ・ミステリワールド / 2018年8月7日 ハヤカワ文庫JA） - イラスト：くまおり純、文庫解説：小池啓介
- 文化祭の夢に、おちる（2012年7月 講談社BOX） - イラスト：庭
- 柘榴パズル（2015年8月 文藝春秋 / 2021年5月 文春文庫） - 文庫解説：千街晶之
- 僕らの世界が終わる頃（2015年10月 新潮社 / 2018年4月10日 新潮文庫nex）
- 金木犀と彼女の時間（2017年9月 東京創元社 ミステリ・フロンティア / 2021年4月 創元推理文庫） - 文庫解説：村上貴史
- みどり町の怪人（2019年6月 光文社 / 2023年1月 光文社文庫）
  - 収録作品：みどり町の怪人 / むすぶ手 / あやしい隣人 /なつのいろ / こわい夕暮れ / ときぐすり / 嵐の、おわり
- 向日葵を手折る（2020年9月 実業之日本社 / 2023年6月 実業之日本社文庫）
- サクラオト（2021年1月 集英社文庫） - 解説：宇田川拓也
  - 収録作品：サクラオト / その日の赤 / Under the rose / 悪いケーキ / 春を摑む / 第六感
- 思い出リバイバル（2022年11月 講談社）
- double〜彼岸荘の殺人〜（2024年2月 文春文庫）
- そして少女は、孤島に消える（2025年1月 双葉社）

### 雑誌掲載小説
- サクラオト（集英社『小説すばる』2012年4月号）
- 楽園にはまだ遠い（KADOKAWA『小説屋sari-sari』2013年7月号）
- 向日葵を手折る（実業之日本社『紡』2013年秋号〈Vol.9〉 - 2014年春号〈Vol.12〉休刊[19]）
- 柘榴パズル「第一章 金魚は夜泳ぐ」（文藝春秋『別册文藝春秋』2015年3月号）
- その日の赤（集英社『小説すばる』2015年6月号）
- Under the rose（集英社『小説すばる』2017年1月号）
- みどり町の怪人（光文社『小説宝石』2017年7月号）
- 沙英子の長期休暇（光文社『小説宝石』2017年9月号）
- むすぶ手（光文社『小説宝石』2017年10月号）
- あやしい隣人（光文社『小説宝石』2018年1月号）
- なつのいろ（光文社『小説宝石』2018年4月号）
- 悪いケーキ（集英社『小説すばる』2018年5月号）
- こわい夕暮れ（光文社『小説宝石』2018年7月号）
- ときぐすり（光文社『小説宝石』2018年10月号）
- アルタイルが殺した（光文社『小説宝石』2019年12月号）
- 思い出リバイバル（講談社『小説現代』2022年11月号）

### 小説以外の雑誌掲載
- 本の探検隊 (KADOKAWA『月刊ニュータイプ』2009年10月号）
- 出版ニュースクリップ - 注目の新進作家 (メディアファクトリー『ダ・ヴィンチ』2009年11月号)
- メールインタヴュー（早川書房『ミステリマガジン』2011年10月号）
- オン・ステージ（実業之日本社『月刊ジェイ・ノベル』2011年11月号）
- 会心の買い物 - 青空の書店で（文藝春秋『別册文藝春秋』2011年11月号）
- 迷宮解体新書 第47回（早川書房『ミステリマガジン』2011年12月号） - インタヴュー&文：村上貴史
- 『リアル脱出ゲーム』の謎に挑む!（KADOKAWA『小説 野性時代』2013年5月号） - 文：高倉優子
  - 初野晴・彩坂美月・相沢沙呼ら3人が六本木ヒルズを舞台にした「リアル脱出ゲーム」に挑んだ企画物
- 山形の小説家諸氏へのアンケート & プロフィール・著書（書肆犀『季刊「やまがた街角」2015年春号』2015年3月）
- 座談会【パート2】ミステリーの文学の話（書肆犀『季刊「やまがた街角」2015年春号』2015年3月）
  - 出席者：深町秋生・柚月裕子・長岡弘樹・彩坂美月・壇上志保・紺野信吾 進行：池上冬樹
- 自著を語る（文藝春秋『本の話』2015年8月）

### 文庫解説
- 矢口敦子『あれから』（2011年10月 幻冬舎文庫）